# كاليب ديفيس
كاليب ديفيس (بالإنجليزية: Caleb Davis) هو سياسي أمريكي، ولد في 25 أكتوبر 1738، وتوفي في 6 يوليو 1797. انتخب عضو مجلس نواب ماساتشوستس.